# Jean Villault-Duchesnois
Jean Villault-Duchesnois est un homme politique français né le 28 août 1870 à Valognes (Manche) et décédé le 8 juin 1944 à Valognes

## Biographie
Après des études de droit, il s'inscrit comme avocat au barreau de Caen. Dès 1893, il bifurque vers la carrière préfectorale, en devenant directeur de cabinet du préfet de la Creuse, puis du préfet de la Vendée. En 1897, il est nommé sous-préfet de Valognes.
Il démissionne en 1901 pour se présenter à une élection législative partielle. Son élection est annulée, car étant sous-préfet, il ne pouvait pas se présenter immédiatement dans le département où il exerçait ses fonctions. Il est réélu en 1902 (par 9 375 voix contre 4.884 au nationaliste André de Boisandré) et conserve son siège jusqu'en 1927. Il siège au groupe des Républicains de gauche. Il est secrétaire de la Chambre de 1907 à 1910.
Il est élu conseiller général de Valognes en 1920, et siège dans divers organismes liés à l'agriculture (conseil supérieur de l'agriculture, société française d'encouragement à l'industrie laitière)
En 1927, il est élu sénateur. Le 10 juillet 1940, il vote les pleins pouvoirs au maréchal Pétain et se retire de la vie politique.
Il meurt le 8 juin 1944 à son domicile, sous les bombardements alliés.

## Sources
- « Jean Villault-Duchesnois », dans le Dictionnaire des parlementaires français (1889-1940), sous la direction de Jean Jolly, PUF, 1960 [détail de l’édition]